# Прапор Лемешівки

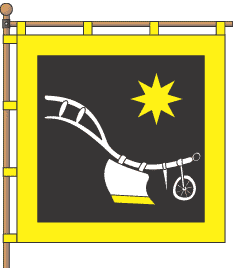
Прапор Лемешівки

Прапор Лемешівки — символ наслених пунктів Лемешівської сільської ради  Яготинського району Київської області (Україна): Лемешівки, Гензерівки, Лукомщини. Прапор затверджений 29 липня 2002 сесією сільської ради (автор - О. Желіба).

## Опис
Квадратне чорне полотнище (співвідношення 1:1) із жовтою лиштвою в 1/10 ширини, на якому срібний плуг із золотим лемешем і золота восьмикутна зірка у правому верхньому кутку. Корогва має вертикальне та горизонтальне кріплення.